# Barraca del planell dels Miralls
La barraca del planell dels Miralls és una obra de la Selva de Mar a la comarca de l'Alt Empordà) inclosa a l'Inventari del Patrimoni Arquitectònic de Catalunya.

## Descripció
Situada al sud del nucli urbà de la població, a la part superior del vessant occidental del serrat de la Glòria, mirant al rec de Malagambota. Per accedir-hi cal agafar el camí vell a Roses i agafar el trencall a mà dreta que puja a l'esplanada dels Miralls.
És una barraca de planta circular bastida en un dels desnivells del terreny. Es va construir amb la tècnica de la pedra seca, emprant la llicorella de la zona. La porta d'accés és rectangular, encarada a llevant i presenta una llinda monolítica. La coberta és de falsa cúpula, mig esfondrada. L'interior és de dimensions reduïdes, destinat a aixopluc temporal o per l'emmagatzematge d'estris del camp. El conjunt és en estat força ruïnós.

## Història
L'origen històric de les barraques de pedra seca es remunta a èpoques ancestrals, no ben definides, i tradicionalment s'ha dividit funcionalment entre cabanes de pastors i cabanes de vinya i olivars.
Al Cap de Creus hom pot generalitzar que les cabanes de vinya van lligades al moment àlgid de l'explotació agrícola, especialment la vinícola a partir dels segles xviii i xix. El conreu de vinyes va ser impulsat pel monestir de Sant Pere de Rodes, propietari d'una bona part de les terres que formen el Cap de Creus.
A partir de 1865 quan la fil·loxera va començar a afectar greument a les vinyes franceses, el conreu de la vinya empordanesa es veu afavorit incrementant les  exportacions, principalment cap a Gènova i Roma. Aquest auge va davallar amb la introducció de la fil·loxera al país cap al 1865, fent estralls en l'economia empordanesa i provocant una gran crisi en el sector, continuada de diferents migracions cap a, principalment, Cuba i l'Argentina.
És a partir d'aquest moment en què, hom pot parlar que el conreu de vinyes passa a ser una activitat econòmica secundària i complementària a la pesca, l'horticultura o el conreu de les oliveres.
La funció bàsica de les cabanes de pedra seca era tant l'aixopluc en moments de mal temps, com a magatzem per guardar les eines de treball.
A l'Empordà, les barraques de pedra seca es troben en diversos sectors, però es poden agrupar en tres principals: el format per l'Albera i el Cap de Creus, on destaca la construcció emprant llicorella; un altre que abastaria el massís del Montgrí, de substrat calcari; i l'últim format pel paratge de la Garriga i per la serra dels Tramonts, també calcari.